# نيك كال
نيك كال (بالإنجليزية: Nick Kahl)‏ هو لاعب كرة قاعدة أمريكي، ولد في 10 أبريل 1879 في كالترفيل في الولايات المتحدة، وتوفي في 13 يوليو 1959 في سبارتا في الولايات المتحدة.

## وصلات خارجية
- نيك كال على موقعبيزبول رفرنس.كوم (الدوري الرئيسي) (الإنجليزية)
- نيك كال على موقعبيزبول رفرنس.كوم (الدوري الثانوي) (الإنجليزية)